# WTA de Memphis
O WTA de Memphis – ou US National Indoor Tennis Championships, na última edição – foi um torneio de tênis profissional feminino, de nível WTA International.
Realizado em Memphis, no estado do Tennessee, nos Estados Unidos, estreou em 2002 e durou doze anos. Os jogos eram disputados em quadras duras cobertas durante o mês de fevereiro. Após 2013, foi substituído pelo WTA de Rio de Janeiro.

## Finais

### Simples
| Ano  | Campeã               | Vice-campeã         | Resultado      |
| ---- | -------------------- | ------------------- | -------------- |
| 2013 | Marina Erakovic      | Sabine Lisicki      | 6–1, ab.       |
| 2012 | Sofia Arvidsson      | Marina Erakovic     | 6–3, 6–4       |
| 2011 | Magdaléna Rybáriková | Rebecca Marino      | 6–2, ab.       |
| 2010 | Maria Sharapova      | Sofia Arvidsson     | 6–2, 6–1       |
| 2009 | Victoria Azarenka    | Caroline Wozniacki  | 6–1, 6–3       |
| 2008 | Lindsay Davenport    | Olga Govortsova     | 6–2, 6–1       |
| 2007 | Venus Williams       | Shahar Pe'er        | 6–1, 6–1       |
| 2006 | Sofia Arvidsson      | Marta Domachowska   | 6–2, 2–6, 6–3  |
| 2005 | Vera Zvonareva       | Meghann Shaughnessy | 7–63, 6–2      |
| 2004 | Vera Zvonareva       | Lisa Raymond        | 4–6, 6–4, 7–5  |
| 2003 | Lisa Raymond         | Amanda Coetzer      | 6–3, 6–2       |
| 2002 | Lisa Raymond         | Alexandra Stevenson | 4–6, 6–3, 7–69 |

### Duplas
| Ano  | Campeãs                               | Vice-campeãs                              | Resultado        |
| ---- | ------------------------------------- | ----------------------------------------- | ---------------- |
| 2013 | Kristina Mladenovic Galina Voskoboeva | Sofia Arvidsson Johanna Larsson           | 7–65, 6–3        |
| 2012 | Andrea Hlaváčková Lucie Hradecká      | Vera Dushevina Olga Govortsova            | 6–3, 6–4         |
| 2011 | Olga Govortsova Alla Kudryavtseva     | Andrea Hlaváčková Lucie Hradecká          | 6–3, 4–6, [10–8] |
| 2010 | Vania King Michaëlla Krajicek         | Bethanie Mattek-Sands Meghann Shaughnessy | 7–5, 6–2         |
| 2009 | Victoria Azarenka Caroline Wozniacki  | Yuliana Fedak Michaëlla Krajicek          | 6–1, 7–62        |
| 2008 | Lindsay Davenport Lisa Raymond        | Angela Haynes Mashona Washington          | 6–3, 6–1         |
| 2007 | Nicole Pratt Bryanne Stewart          | Jarmila Gajdošová Akiko Morigami          | 7–5, 4–6, [10–5] |
| 2006 | Lisa Raymond Samantha Stosur          | Victoria Azarenka Caroline Wozniacki      | 7–62, 6–3        |
| 2005 | Miho Saeki Yuka Yoshida               | Laura Granville Abigail Spears            | 6–3, 6–4         |
| 2004 | Åsa Svensson Meilen Tu                | Maria Sharapova Vera Zvonareva            | 6–4, 7–60        |
| 2003 | Akiko Morigami Saori Obata            | Alina Jidkova Bryanne Stewart             | 6–1, 6–1         |
| 2002 | Ai Sugiyama Elena Tatarkova           | Melissa Middleton Brie Rippner            | 6–4, 2–6, 6–0    |